# Selección femenina de waterpolo de Colombia
La Selección femenina de waterpolo de Colombia es el equipo nacional que representa a Colombia en las competiciones internacionales de polo acuático para mujeres.
La selección es dirigida por la Federación Colombiana de Natación (FECNA) y participa en las competiciones internacionales de waterpolo organizadas por la Federación Internacional de Natación (FINA), la Confederación Sudamericana de Natación (COSANAT) y el Comité Olímpico Internacional (COI).
En 2022 realizará su debut en el Campeonato del Mundo a realizarse en Hungría, certamen al que clasificó por invitación.

## Palmarés

### Selección mayor
- Juegos Olímpicos:

- Sin participación

- Campeonato Mundial:

- Budapest 2022 (16° lugar)

- Copa Mundial de Desarrollo:
  -  Medalla de oro: 2021.[2]

- Juegos Panamericanos:

- Sin participación

- Juegos Sudamericanos:

- Medellin 2010 (4.º lugar)

- Juegos Centroamericanos y del Caribe:

- Barranquilla 2018 (5.º lugar)
- Cartagena 2006 (5.º lugar)

- Campeonato Sudamericano:
  -  Medalla de bronce: 2024

- Juegos Bolivarianos:
  -  Medalla de bronce: 2022
- Copa Intercontinental:

- Lima 2022 (7.º lugar)

- Campeonato Panamericano:

- Ibague 2024 (4.º lugar)